# Robert Bisig

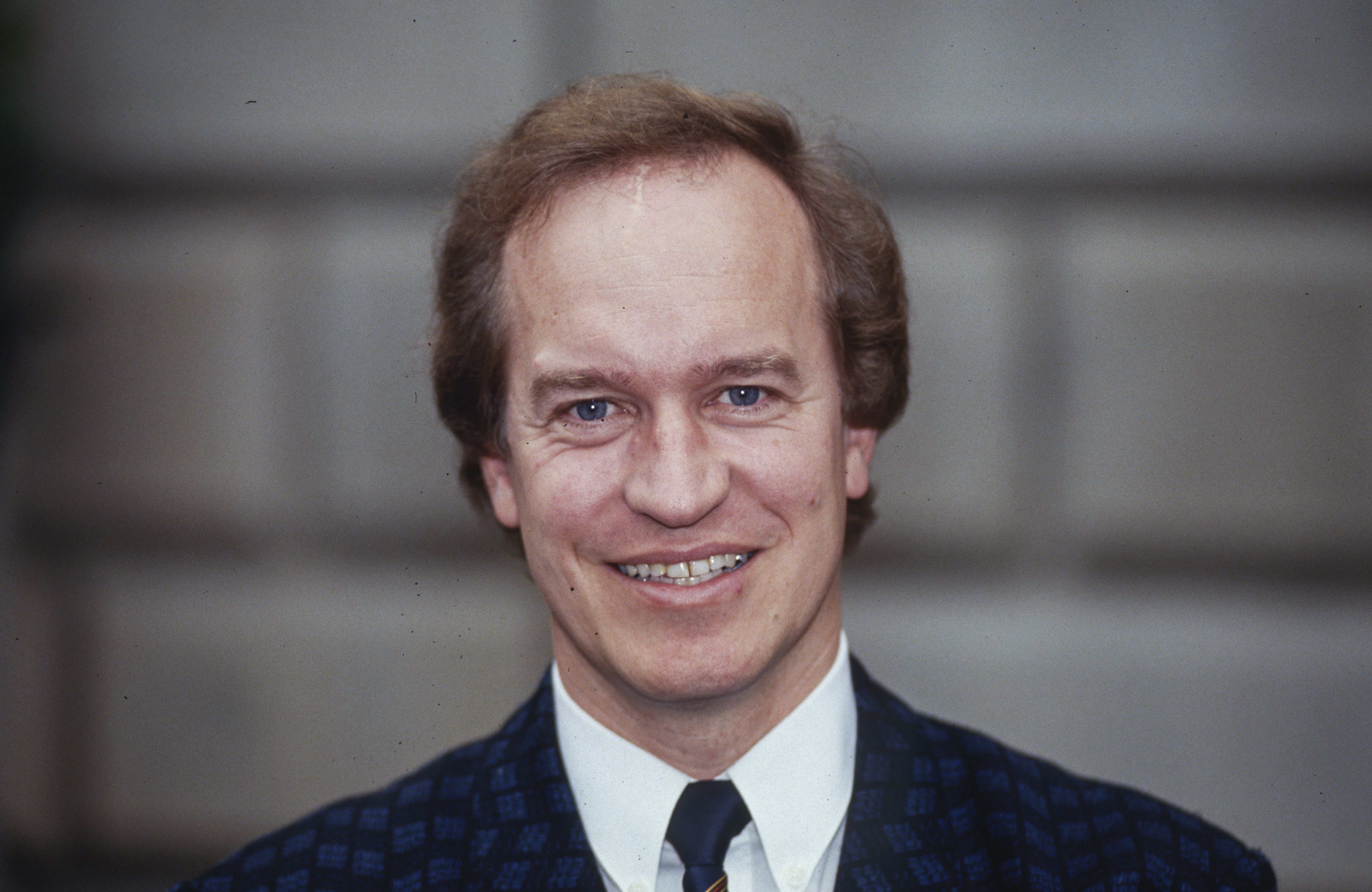
Robert Bisig (1986)

Robert Bisig (* 31. Mai 1950 in Romanshorn, heimatberechtigt in Einsiedeln SZ) ist ein Schweizer Politiker (CVP).

## Leben und Politik
Bisig studierte Rechtswissenschaften und war, nach dem Erwerb des Rechtsanwaltspatents und der Zulassung als Notar, Polizeirichter, Jugendanwalt und Direktor einer Strafanstalt. 1975 bis 1986 gehörte er dem Kantonsrat des Kantons Zug an. 1987 trat er sein Amt als Regierungsrat und Volkswirtschaftsdirektor an. Robert Bisig ist verheiratet und Vater von drei Kindern. Er lebt in der Zuger Gemeinde Steinhausen. Zwischen 2012 und 2019 wohnte das Ehepaar Bisig-Ulmann im Kanton Appenzell Innerrhoden, dem Heimatkanton von Bisigs Ehefrau.   
Während insgesamt 16 Jahren stand Robert Bisig dem Volkswirtschaftsdepartement des Kanton Zug und von 1994 bis 1998 der Konferenz kantonaler Volkswirtschaftsdirektoren vor. Während seiner Regierungszeit gelang es Bisig, wegweisende und innovative Ideen in die Praxis umzusetzen. So fielen unter anderem die Eröffnung der Stadtbahn Zug und die Gründung des Vereins für Arbeitsmarktmassnahmen (VAM) in seine Amtszeit. Mit der Förderung der Integrierten Produktion (IP) und des Biolandbaus leistete der Kanton Zug unter Volkswirtschaftsdirektor Robert Bisig im Bereich der Landwirtschaft Pionierarbeit. Bisig brachte auch ein Gesetz über die Förderung von preisgünstigem Wohnungsbau durch.
Grosse Aufmerksamkeit widmete Bisig der Qualität der Berufsbildung. In einem Interview, das er der Zuger Presse 2002 gab, äusserte er sich selbst dazu: „Ich bin froh, dass wir für die Berufsausbildung mit neuen Infrastrukturen und neuen Höheren Fach- und Fachhochschulen viel erreichen konnten; auch bezüglich der Inhalte dieser Schulen sind viele Pilotprojekte hier gestartet worden.“
Im Jahr 2002 erklärte Robert Bisig seinen Rücktritt als Regierungsrat. Er stellte sich danach neuen beruflichen Herausforderungen im Gesundheitswesen. Er wurde 2003 Direktor Zentrale Dienste des Schweizer Paraplegiker-Zentrums Nottwil. Von 2005 bis 2008 war er CEO des Zuger Kantonsspitals und von 2009 bis 2012 Leiter des Direktionsstabs am Luzerner Kantonsspital.
Das Ehepaar Bisig-Ulmann verbrachte seine Freizeit häufig im Kanton Appenzell Innerrhoden, wo es zwischenzeitlich auch wohnte und wo Robert Bisig als Departementssekretär des Volkswirtschaftsdepartements tätig war, bis er 2015 in den Ruhestand trat.